# 바베트 브레들
바베트 브레들(독일어: Babette bredl, 1792년 12월 1일~1880년 12월 22일)은 테레제 말파티로부터 루트비히 판 베토벤의 "엘리제를 위하여" 자필 악보를 계승한 요제프 루돌프 샤흐너의 어머니로 알려진 인물이다.

## 생애
바베트 브레들은 뮌헨의 젠틀링에서 뢰벤호프 건축업자인 아버지, 하인리히 프레들과 주부로 여겨지는 어머니, 프란치스카 호헨라이트너 사이에서 태어나 "바르바라"(Barbara)라는 세례명을 받았다. 뢰벨호프 단지는 볼프라츠하우젠 및 바일하임까지 이어지는 고속도로 분기점에 위치해 있었다. 이 건물에 속한 성 역시 1856년에 철거되었다.
1816년 12월 30일에 뮌헨에서 그녀는 피아니스트이자 작곡가인 요제프 루돌프 샤흐너라는 사생아를 낳았다. 1836년에서 1852년 사이에 샤흐너는 빈에서 살았으며, 그곳에서 과거 베토벤의 제자였던 테레제 말파티의 직원이자 친구가 되었고, 음악적 동반자가 되었다. 테레제는 1850년 2월 12일에 그녀의 유언 보충서에서 그녀의 모든 음악과 함께 그랜드 피아노에 대하여 샤흐너를 상속자로 규정했다. 나중에 테레제는 그녀의 아파트에서 좌중의 시선을 끌며 비교할 수 없는 기교로 베토벤 소나타를 연주했고, 샤흐너와 함께 투어를 떠나기도 했지만, 1851년에 그만 세상을 떠나게 되고, 그녀의 음악에 관한 모든 것을 샤흐너가 물려받았다. 아마도 이 과정에서 샤흐너가 베토벤의 "엘리제를 위하여" 자필 악보를 소유하게 되었을 것이라고 여겨지며, 이 악보를 다시 샤흐너가 그의 어머니 바베트에게 건네주었을 것이라고 여겨진다.
바베트는 1859년 11월 9일에 자신을 '성 베드로 교구 학교의 전 교사'라고 지칭하며, '혼외 아들이자 음악가이자 작곡가인 샤흐너'를 유일한 상속자로 임명하는 유언장을 작성했다(이 유언장은 2001년에 발견되고 출판되었다). 1865년에는 그녀가 소지하고 있던 베토벤의 "엘리제를 위하여" 자필 악보를 존경받는 음악학자, 루트비히 놀에게 필사하도록 했다. 놀은 1867년 초에 처음으로 이 작품을 출판했다..
나중에 그녀는 살바도르스트라세 15번지에 살았으며, 그곳에서 1880년 12월 22일에 88세의 나이로 사망했다.